# Herb Nidzicy
Herb Nidzicy – jeden z symboli miasta Nidzica i gminy Nidzica w postaci herbu.

## Wygląd i symbolika
Herb przedstawia dzikiego męża na białym polu stojącego na zielonej ziemi pomiędzy winoroślami. Na głowie ma zieloną koronę z liści a na biodrach liściastą opaskę. W prawej ręce trzyma ukośnie srebrny miecz, w lewej złotą lilię.
Istnieje prawdopodobieństwo, że budowniczowie nidzickiego zamku pochodzili z Nadrenii i próbowali na nasłonecznionym stoku góry zamkowej posadzić winorośl.
Kolory w herbie symbolizują: biel – czystość, prawdę, niewinność; zieleń – miłość, radość, obfitość; złoto-żółty – wiarę, stałość, mądrość, chwałę.

## Historia
Wraz z założeniem miasta w 1381 roku Nidzica otrzymała herb. Poświadcza to Beckherrn, datując pochodzenie najstarszego herbu na koniec XIV wieku. Według autora pieczęć przedstawia nagiego mężczyznę, którego jedynie tułów okrywa pokryta sierścią skóra, a głowę zdobi wieniec z liści. W prawej ręce trzymał na wyciągniętym ramieniu miecz zakończony wielką gałką, a w lewej heraldyczną lilię. Pomiędzy stopami mężczyzny sterczał z ziemi pień, a po obu jego stronach wyrastają z ziemi gałązki winorośli. 
Herb miasta na pieczęci z XV wieku jest bogatszy w szczegóły. Przedstawia dzikiego, silnie owłosionego mężczyznę, którego jedyny ubiór stanowi przepaska na biodrach. Miejska pieczęć z 1608 roku utrwaliła dzikiego człowieka (określonego jako pogańskiego Prusina) z długą maczugą w prawej ręce. 
Nidzickie herby w XVIII wieku (1705; 1731; 1763 r.) mocno nie odbiegają od pierwowzoru, poza jednym z 1784 roku, na którym przedstawiono mężczyznę trzymającego w ręku zamiast heraldycznej lilii strzałę. Podobnie znacznie odbiegający od pierwotnego herbu, jest ten z roku 1809, który w lewej ręce zamiast lilii trzyma wyrastający z ziemi kwiat. W źródłach heraldycznych można wyczytać, że zamiast lilii, trzymanej w lewej ręce przez mężczyznę z nidzickiego herbu, pojawia się niekiedy włócznia czy lanca.
W roku 1883 lub 1885, na nowo sporządzono herb miasta: na srebrzystym tle umieszczono stojącego, dzikiego człowieka, który w prawej ręce trzymał miecz, a w lewej złotą heraldyczną lilię. Po obu stronach wiły się dwa szczepy roślin. W porównaniu do pierwowzoru, tu także uczyniono wiele zmian: opaskę na biodrach mężczyzny (skóra pokryta gęstą sierścią) zastąpiono wieńcem z liści, a rośliny z obu stron przedstawiono jako młode dęby. Ponadto między jego stopami z ziemi wystawał pień drzewa. Nad wyraz odważna była interpretacja tak zaprojektowanego nidzickiego herbu, a mianowicie: uprawianą ziemię symbolizują pniak między jego stopami oraz zieleniące się rośliny. Miecz w prawej ręce miał oznaczać, że ten kraj, a raczej ta kraina została zdobyta (a raczej podbita) przez zakon krzyżacki. Lilia natomiast symbolizuje uprawianą glebę. Jednakże miecz ze swoją symboliką w połączeniu z ubiorem przedstawianego w herbie mężczyzny (wskazuje na okres pierwotny dziejów), ową interpretację herbu cywilizowanego miasta czyni mało logiczną. Podobnie liczne zmiany, jako efekt własnych przemyśleń i błędnych wyobrażeń, mających niewiele wspólnego z heraldyczną wiernością, pokazują wizerunki herbów z początków XX wieku.